# FC Swift Hesperange
Az FC Swift Hesperange egy luxemburgi labdarúgócsapat, amely jelenleg a luxemburgi első osztályban szerepel. A klubot 1916-ban alapították, székhelye a Hesperange városában található. Hazai mérkőzéseit a 3 058 néző befogadására alkalmas Stade Alphonse Theis-ben játssza. A klub színei a piros és a fehér.

## Sikerlista
National Division
- Bajnok (1): 2022–23

Luxemburgi Kupa
- Győztes (1): 1989–90

## A nemzetközi kupasorozatokban
| Szezon  | Kupasorozat      | Forduló         | Ellenfél          | Hazai pályán elért eredmény | Idegenben elért eredmény | Összesített eredmény |  |
| ------- | ---------------- | --------------- | ----------------- | --------------------------- | ------------------------ | -------------------- |  |
| 1990–91 | KEK              | 1. kör          | Legia Warszawa    | 0–3                         | 0–3                      | 0–6                  |  |
| 2021–22 | Konferencia Liga | 1. selejtezőkör | Domžale           | 1–1                         | 0–1                      | 1–2                  |  |
| 2023–24 | Bajnokok Ligája  | 1. selejtezőkör | Slovan Bratislava | 0–2                         | 1–1                      | 1–3                  |  |
| 2023–24 | Konferencia Liga | 2. selejtezőkör | The New Saints    | 3–2                         | 1–1                      | 4–3                  |  |
| 2023–24 | Konferencia Liga | 3. selejtezőkör | Sztruga           |                             |                          | '                    |  |

## Külső hivatkozások
- Hivatalos weboldal